# Eira barbara
Martre à tête grise, Tayra
Genre
Espèce
Statut de conservation UICN

 LC  : Préoccupation mineure
Statut CITES
La Martre à tête grise ou Tayra (Eira barbara), est une espèce de mammifères de la famille des Mustélidés, vivant en Amérique du Nord, en Amérique centrale et en Amérique du Sud. C'est la seule espèce du genre Eira.

## Dénominations
- Nom scientifique : Eira barbara  (Linnaeus, 1758)
- Noms vulgaires (vulgarisation scientifique) ou vernaculaires (langage courant): Tayra[2],[3],[4] comme en anglais et en allemand[5] ou Martre à tête grise[2],[3].

## Description de l'espèce

### Morphologie
- Longueur du corps : 38 à 47 cm
- Longueur de la queue : 60 à 68 cm
- Poids adulte : 4 à 6,5 kg

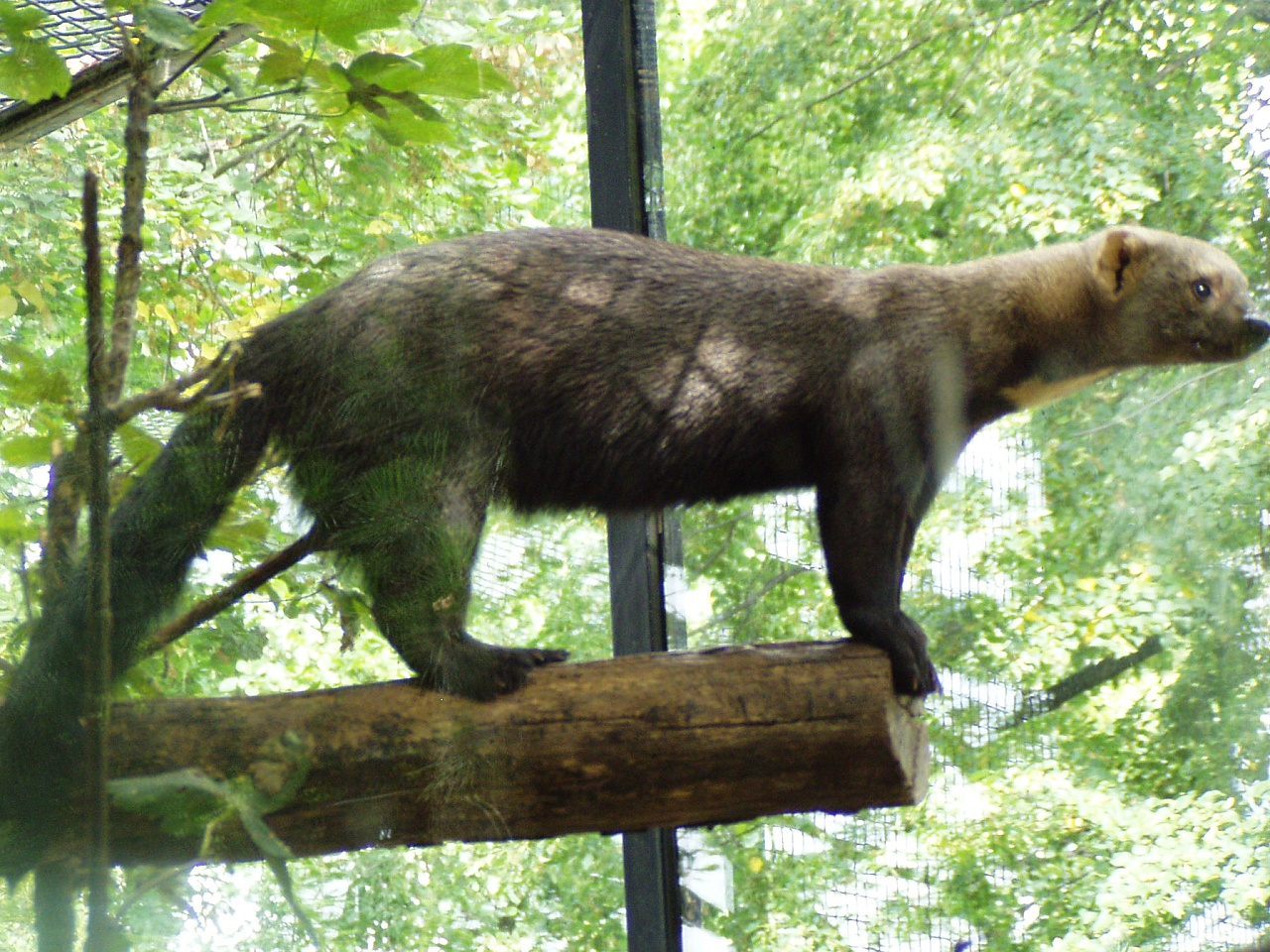
Au zoo de Prague

- Couleur de pelage : variable, du blond platine au noir, parfois marbré.

### Physiologie
- Gestation : 30 à 68 jours
- Nombre de jeunes par portée : 2 à 4
- Longévité :
  - Libre  : 10 ans
  - En captivité : 18 ans

## Écologie et comportement

### Régime alimentaire
La tayra est omnivore. Elle se nourrit de rongeurs, d'oiseaux, d'insectes et de fruits.

### Prédateurs
- Aigle royal et les rapaces en général.

## Habitat et répartition

### Répartition géographique

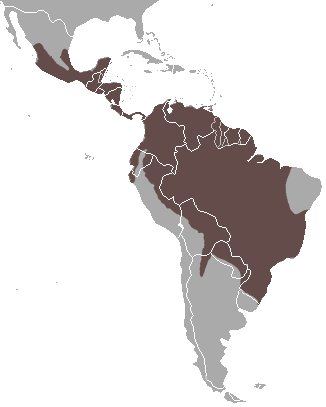
Carte de répartition de l'espèce en Amérique.

En Amérique Centrale et du Sud, dans les milieux tropicaux, du Sud du Mexique au nord de l'Argentine.

### Habitat
Forêts plus ou moins denses, clairières.

## Classification
L'espèce a été décrite pour la première fois en 1758 par le naturaliste suédois Carl von Linné (1707-1778) et le genre en 1842 par le naturaliste britannique Charles Hamilton Smith (1776-1859).

### Liste des sous-espèces
Selon Mammal Species of the World (version 3, 2005)  (29 mai 2013) et Catalogue of Life (29 mai 2013) :
- sous-espèce Eira barbara barbara (Linnaeus, 1758)
- sous-espèce Eira barbara biologiae (Thomas, 1900)
- sous-espèce Eira barbara inserta (J. A. Allen, 1908)
- sous-espèce Eira barbara madeirensis (Lönnberg, 1913)
- sous-espèce Eira barbara peruana (Tschudi, 1844)
- sous-espèce Eira barbara poliocephala (Traill, 1821)
- sous-espèce Eira barbara senex (Thomas, 1900)
- sous-espèce Eira barbara senilis (J. A. Allen, 1913)
- sous-espèce Eira barbara sinuensis (Humboldt, 1812)